# Poecilodryas brachyura
La balia neoguineana mentobianco (Poecilodryas brachyura (P. L. Sclater, 1874)) è un uccello della famiglia dei Petroicidi originario della Nuova Guinea nord-occidentale e settentrionale.

## Tassonomia
Descritta dal naturalista inglese Philip Sclater nel 1874, la balia neoguineana mentobianco appartiene alla famiglia dei cosiddetti «pettirossi australasiatici», i Petroicidi. Il nome del genere cui appartiene, Poecilodryas, deriva dal greco antico poikilos («piccola») e dryas («driade»), mentre quello specifico, brachyura, deriva dal greco antico brachys («corta») e ouros («coda»). Gli studi sull'ibridazione del DNA condotti da Charles Sibley e Jon Ahlquist spinsero gli studiosi a classificare questo gruppo nel parvordine dei Corvida, che comprende molti Passeriformi tropicali e australiani, tra i quali i Pardalotidi, i Maluridi, i Melifagidi e i Corvidi. Tuttavia, grazie a ricerche molecolari più recenti, è stato scoperto che i Petroicidi appartengono invece a uno dei rami più antichi dell'altro parvordine degli Oscini, i Passerida (o uccelli canori «avanzati»).
Attualmente vengono riconosciute tre sottospecie di balia neoguineana mentobianco:
- P. b. brachyura (P. L. Sclater, 1874) (Nuova Guinea occidentale);
- P. b. albotaeniata (A. B. Meyer, 1874) (isola di Yapen e regioni occidentali della Nuova Guinea centro-settentrionale);
- P. b. dumasi Ogilvie-Grant, 1915 (regioni orientali della Nuova Guinea centro-settentrionale).

## Descrizione
Con una lunghezza di 14–15 cm, la balia neoguineana mentobianco ha la testa e le regioni superiori di colore variabile dal marrone scuro al nero, con una caratteristica striscia o «sopracciglio» di colore bianco al di sopra dell'occhio. Immediatamente al di sotto del becco, il mento è nero. La coda è notevolmente più corta di quella delle altre specie della famiglia dei Petroicidi. La gola e le regioni inferiori sono bianche, e sulle ali, costituite da penne di colore scuro, spicca una fascia bianca. Il becco è nero, gli occhi marrone scuro e le zampe marrone chiaro o rosa. Il canto è costituito da una serie di note discendenti e ricorda quello del cuculo coda a ventaglio.

## Distribuzione e habitat
La balia neoguineana mentobianco è diffusa prevalentemente nelle foreste di pianura delle regioni nord-occidentali e centrali della Nuova Guinea (soprattutto entro i confini del Papua Occidentale, ma anche in una piccola porzione nord-occidentale della Papua Nuova Guinea), dal livello del mare fino a 650 m di quota. All'interno delle foreste pluviali nelle quali abita si incontra in coppie, tra il sottobosco o sul terreno.

## Biologia
È insettivora, e va in cerca di cibo al suolo. È una pessima volatrice.